# Uchacq-et-Parentis
Uchacq-et-Parentis is een gemeente in het Franse departement Landes (regio Nouvelle-Aquitaine) en telt 495 inwoners (1999). De gemeente maakt deel uit van het arrondissement Mont-de-Marsan.

## Geografie
De oppervlakte van Uchacq-et-Parentis bedraagt 40,3 km², de bevolkingsdichtheid is 12,3 inwoners per km².
De onderstaande kaart toont de ligging van Uchacq-et-Parentis met de belangrijkste infrastructuur en aangrenzende gemeenten.

## Demografie
Onderstaande figuur toont het verloop van het inwonertal (bron: INSEE-tellingen).